# مرض نسيج ضام غير متمايز
مرض النسيج الضام غير المتمايز هو مرض يستهدف فيه الجسم انسجته خطأ. ويشخص المرض عندما تكون الحالة مناعية لكنها لا تحمل مواصفات مرض مناعة ذاتية محدد مثل داء الذئبة الحمراء وتصلب الجلد.
تستخدم تسميتي الذئبة الخافية (بالإنجليزية: Latent lupus)‏ أو الذئبة غيد المكتملة (بالإنجليزية:  incomplete lupus)‏ لوصف المرض.